# El gendarme de Saint-Tropez
El gendarme de Saint-Tropez (originalment en francès: Le Gendarme de Saint-Tropez) és una pel·lícula franco-italiana dirigida per Jean Girault, estrenada el 1964. És la primera de les sis comèdies de la sèrie El gendarme que han tingut un gran èxit, entre els anys 1964 i 1982. Ha estat doblada al català.

## Argument
Gràcies als lleials serveis prestats a un municipi sense nom dels Alts Alps, on va estar destinat anteriorment, Ludovic Cruchot, sergent de la gendarmeria, és destinat a Sant-Tropez amb un ascens a sergent cap.
Arribat al nou lloc, Cruchot participa de les vanes i repetitives caceres als nudistes, organitzades pel seu superior, l'assistent (adjuntant) Gerber, mentre que la seva filla Nicole, que s'avorria a morir al seu poble, està enlluernada pel luxe de la seva nova ciutat. Però, no arribant a fer-se acceptar pels joves burgesos del balneari, s'inventa un pare fictici ric: aquest seria multimilionari, posseiria un iot a la ciutat i es cridaria Archibald Ferguson, però ella mai ho hauria conegut.
Més tard, Cruchot descobreix que la seva filla i el seu xicot havien robat i xocat un car Mustang en una rasa. Sense saber-ho, l'acte pertanyia a una banda de lladres que havien robat un Rembrandt que encara seguia en el bagul. Al seu pesar, ajuda a Nicole i els seus amics a trobar la pintura robada, preservant la seva identitat oficial del seu cap i els seus col·legues.

## Repartiment
Els gendarmes:
- Louis de Funès: Ludovic Cruchot, sergent en cap
- Michel Galabru: sergent major Jérôme Gerber
- Jean Lefebvre: sergent Lucien Fougasse
- Christian Marin: sergent Albert Merlot
- Guy Grosso: sergent Gaston Tricard
- Michel Modo: sergent Jules Berlicot
- Geneviève Grad: Nicole Cruchot, filla de Ludovic
- Claude Piéplu: André-Hugues Boiselier, ric de Sant-Tropez i pare de Christophe
- Nicole Vervil: Sra Cécilia Gerber, la dona del sergent major
- Daniel Cauchy: Richard, un jove play-boy
- Madeleine Delavaivre: un vacacionante
- Maria Pacôme: Sra Émilie Lareine-Leroy
- France Rumilly: germana Clotilde
- Gabriele Tinti: mà dreta de Mr Harpers
- Giuseppe Porelli: Mr Harpers
- Martine de Breteuil: la duquessa d'armentières
- Pierre Barouh: el gitano
- Jean-Pierre Bertrand: Eddie Harpers, el lladre de quadres
- Fernand Sardou: el pagès del tractor
- Jacques Famery: el príncep oriental
- Patrice Laffont: Jean-Luc, el jove play-boy
- Jean Droze: Lucas, un mariner del iot
- Jean Panisse: un bistrot de Saint-Tropez
- Paul Bisciglia: el conseller del príncep
- Henri Arius: un pescador
- Franck Vilcourt: Christophe Boiselier, els fills
- Sylvie Bréal: Jessica, una jove
- Jean Girault: el venedor de roba on Cruchot va vestir Nicole (cameo)
- Sacha Briquet: el comerciant de roba sobre el port de Sant-Tropez
- norma Dugo
- Claudia Lebail
- Eveline Cery
- Michèle Wargnier
- Maurice Jacquin

## Producció

### Elecció dels actors
El sergent major Gerber havia d'estar interpretat per Pierre Mondy. Aquest últim, ocupat per una obra de teatre, no va realitzar la pel·lícula. Va estar reemplaçat per Michel Galabru

### Rodatge
La seqüència del començament en negre i blanc, quan Cruchot és simple gendarme, va estar rodada al municipi de Balvèr als Alps Marítims.
La seqüència en cotxe amb la religiosa va estar regulada pel doble de l'època, Gil Delamare.
El rodatge s'ha desenvolupat a Saint-Tropez, així com en els estudis Riviera a Niça.

## Postproducció

### Música
La pel·lícula, rodada al juny i juliol 1964, havia de sortir al setembre del mateix any pel qual la música de la pel·lícula havia d'estar gravada a l'agost. Ara bé, a aquesta època de l'any, la majoria dels músics i compositors no estava disponible, estaven de vacances: Jean Girault, que havia obtingut rebuig per part de nombroses persones, va contactar finalment a Paul Mauriat i Raymond Lefèvre, que no estaven encara de vacances. Paul Mauriat, cansat, havia deixat a Raymond Lefèvre treballar només sobre la música de la pel·lícula però aquest havia, en un primer moment, rebutjat. Hi hauria acceptat després que Jean Girault l'ha suplicat, i es va llançar en l'escriptura de la música per «ne pas laisser tomber».
La cançó Douliou-Douliou Sant-Tropez, la lletra ha estat escrita per André Pascal, és cantada realment per Geneviève Grad: el pianista que donava el ritme per a la cançó (la música no estava encara gravada) havia comès errors de mesures durant el rodatge de l'escena on Nicole canta al bar, per la qual cosa Raymond Lefèvre va ser obligat a fer fallades de mesures quan va gravar la música, perquè el so coincideixi amb la imatge. Durant una entrevista, el compositor reia comentant: «Aquesta és l'única vegada de la meva vida on vaig haver de fer tal cosa!».
El tema musical de la pel·lícula, la famosa marxa dels Gendarmes, és una idea de Jean Girault: aquest va insistir a Raymond Lefèvre perquè faci un tema proper de la cançó Coronel Bogey March, popular a França per la pel·lícula El Pont del riu Kwai de David Lean. Aquesta música (com la cançó Douliou-Douliou Saint-Tropez), va agradar molt al públic: és així reutilitzada en cada pel·lícula de la sèrie (excepte El gendarme es casa, però l'absència d'aquesta música durant tota la pel·lícula que ha fortament afligit a Louis de Funès, ha estat novament utilitzada en les pel·lícules següents). Raymond Lefèvre reprodueix dues vegades aquesta música: el 1970 per a El gendarme toca el dos i el 1982 per a El gendarme i les gendarmes.

#### Llista de les pistes
- Zorro est arrivé, interpretat per Henri Salvador.
- La marche des compagnons, composta per Jacques Loussier (tema de la sèrie Thierry la Fronde)

## Al voltant de la pel·lícula
Aquesta pel·lícula marca el començament d'una sèrie de sis comèdies sobre el gendarme Cruchot que han marcat la carrera de Louis de Funès i van trobar un èxit considerable a França al llarg dels anys 1960, 1970 i 1980. Un dels resorts de la pel·lícula on té lloc la caça a les nudistes que els gendarmes organitzen sobre les platges de la petita ciutat balneària començava a tenir una reputació nacional.
Els sis gendarmes són: Louis de Funès (6 pel·lícules), Michel Galabru (6 pel·lícules), Michel Modo (6 pel·lícules), Guy Grosso (6 pel·lícules), Jean Lefebvre (4 pel·lícules) i Christian Marin (4 pel·lícules)

## Premis i nominacions
1964: Victoire du cinéma per a Louis de Funès, concedida durant la 20a Nit del cinema en el teatre Marigny.